# Terremoto de Cabo Mendocino de 2024
El Terremoto de Cabo Mendocino de 2024 fue un movimiento sísmico de magnitud 7.0 Mw que sacudió la costa del condado de Humboldt, California el 5 de diciembre del 2024 a las 10:44 hora local (18:44 UTC). Se sintió en las regiones del norte del estado y en el Valle Central. El terremoto llevó al Servicio Meteorológico Nacional a emitir una alerta de tsunami, la cual fue cancelada poco después. Este fue el sismo más fuerte de California desde el terremoto de Ridgecrest de 2019.

## Entorno técnico
Cerca del cabo Mendocino, la triple unión de Mendocino es un área de sismicidad activa donde se unen tres placas tectónicas. La zona de fractura de Mendocino (también conocida como la falla de Mendocino al este de la dorsal de Gorda) es una falla transformante que separa las placas del Pacífico y Gorda. Al sur, el movimiento relativo entre la placa del Pacífico y la placa de América del Norte se ve compensado por la falla de San Andrés, y al norte, la placa de Gorda converge con la placa de América del Norte en la zona de subducción de Cascadia. Los terremotos dentro de la placa de Gorda son el resultado de la compresión norte-sur en la falla de Mendocino.

## Terremoto
El epicentro del terremoto se ubicó en el mar, a 62 km (39 millas) al oeste de Petrolia, con una profundidad de 10 km (6.2 millas). Un terremoto similar, con las mismas características, ocurrió en la zona en 1980. Según Harold Tobin, director de la Red Sísmica del Noroeste del Pacífico, el sismo se produjo en la Zona de Fractura Mendocino, donde convergen tres placas tectónicas. La ruptura comenzó en una falla inclinada con orientación hacia el este-sureste o el norte-noreste. Una ruptura en la Zona de fractura Mendocino coincide con la primera de estas orientaciones.
Este ha sido el terremoto más fuerte en California desde los sismos de Ridgecrest en 2019 y el más intenso en la costa noroeste del estado desde 2005. Personas tan lejanas como en Phoenix, Arizona, y Vancouver, Canadá, sintieron el temblor. Hasta las 4:47 p. m. (PT) del 5 de diciembre de 2024, se habían registrado 83 réplicas.

## Daño
Más de 10.000 clientes del condado de Humboldt se quedaron sin electricidad tras el terremoto. Los informes iniciales de daños incluían algunas casas que se habían movido de sus cimientos en la región del valle del río Eel. En Ferndale, un bombero voluntario dijo que el daño a las casas fue limitado. En Río Dell, una carretera estaba agrietada y se produjo una fuga de gas en una escuela secundaria.También se produjeron daños menores en Fortuna.

## Respuesta
El Servicio Meteorológico Nacional (NWS) emitió una alerta de tsunami para la costa norte de California y Oregón. En San Francisco, el Bay Area Rapid Transit detuvo todos los servicios en el Túnel Transbay. El Zoológico de San Francisco cerró sus instalaciones, evacuando a los visitantes y asegurando a los animales. Se estima que aproximadamente 5.3 millones de personas en California se vieron afectadas por la alerta de tsunami. La alerta fue cancelada por el NWS a las 11:54 PST.
El gobernador de California, Gavin Newsom, informó que las oficinas de emergencia del estado estaban "respondiendo activamente" a la situación. Mike McGuire, presidente pro tempore del Senado Estatal de California, anunció en X (anteriormente Twitter) que el estado estaba "enviando asistencia inmediata" a los condados de Humboldt y Del Norte para apoyar las operaciones de emergencia. Unas horas después del terremoto, Newsom declaró el estado de emergencia en los condados Del Norte, Humboldt y Mendocino con el fin de reforzar la respuesta ante la emergencia.